# Retrokognicja
Retrokognicja (łac. retro – przedtem, wstecz; cognitio – poszukiwanie, rozpoznawanie) − odmiana jasnowidzenia, która według jej zwolenników, umożliwia widzenie zdarzeń przeszłych, „odbieranych z wymiaru normalnie niedostępnego”. Zjawisko zaliczane jest do pseudonauki, ponieważ nie istnieją wiarygodne badania potwierdzające jego istnienie. Jej obrońcy natomiast twierdzą, że retrokognicja istnieje.